# 江戸川水防事務組合
江戸川水防事務組合（えどがわすいぼうじむくみあい）は、埼玉県春日部市、吉川市、三郷市及び北葛飾郡松伏町の3市1町が設立している一部事務組合。

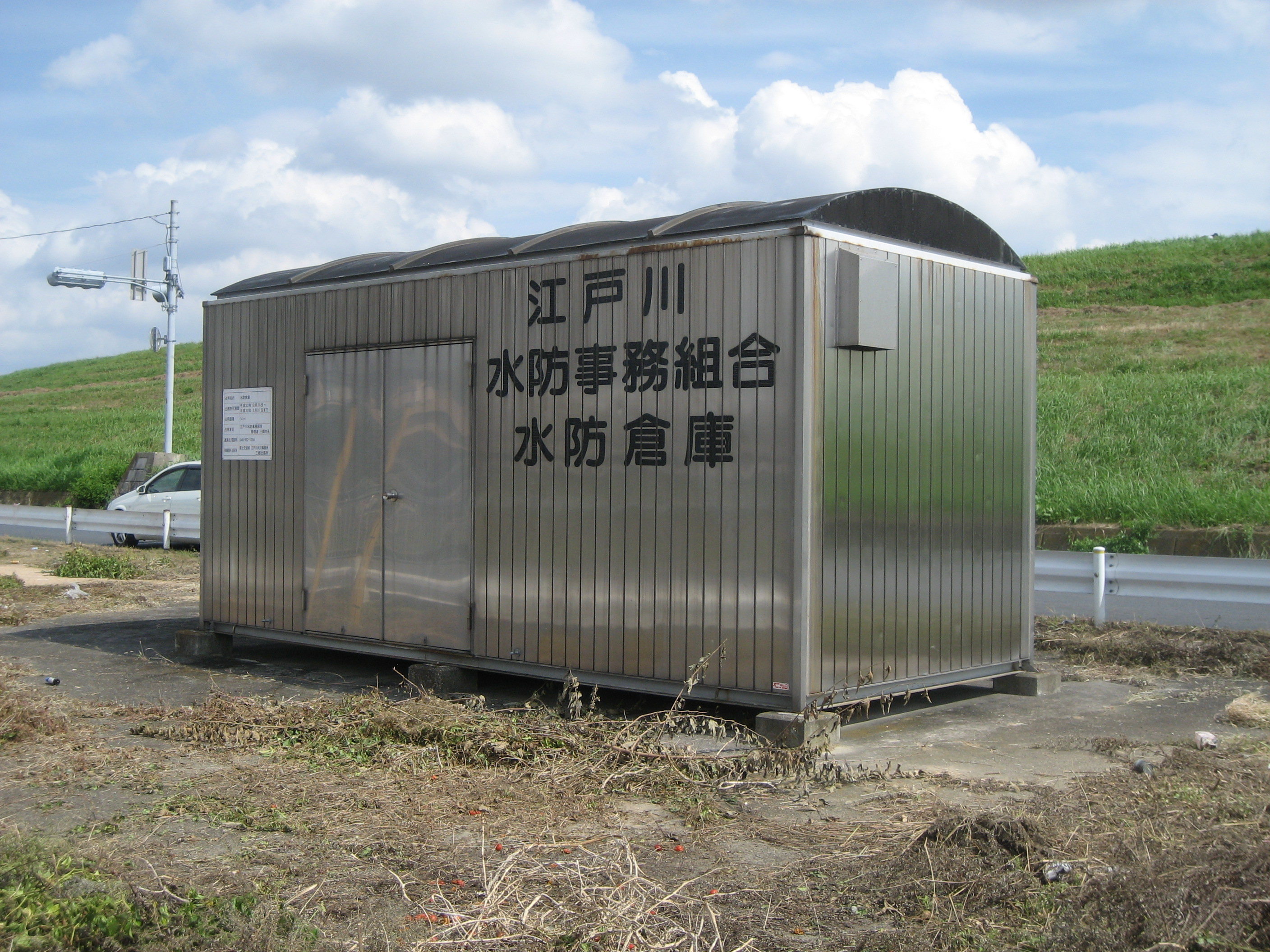
水防倉庫（埼玉県三郷市）

## 概要

### 事務所
- 三郷市谷口544番地(三郷市役所内)

### 主な事務内容
- 江戸川右岸の水防に関する事務を構成自治体で共同処理を行っている。

### 水防を行う区域
- 江戸川右岸の内春日部市西金野井346番地5地先から三郷市高州四丁目149番地1地先まで。

### 組織
- 組合議会
  - 議員定数：16人（各市町4人）
- 組合執行機関
  - 管理者：1人（組合市町の長の協議により、組合市町の長のうちからこれを定める。）
  - 副管理者：3人（組合市町の長の協議により、組合市町の長のうちからこれを定める。）
  - 会計管理者
  - 監査委員：2人

### 組合経費負担割合
- 春日部市 27%
- 松伏町 15%
- 吉川市 27%
- 三郷市 31% 
  - 合計 100%